# Cratere Kaw
Kaw  è un cratere sulla superficie di Marte.